# 道の駅とうごう
道の駅とうごう（みちのえき とうごう）は、宮崎県日向市東郷町にある国道327号と国道446号（国道503号重複）の道の駅である。

## 概要
敷地内に宮崎交通の「道の駅とうごう」バス停があり、日向市方面、美郷町神門（旧南郷村）方面、諸塚村・椎葉村方面への分岐点となっている。
また、道の駅に隣接してスーパーマーケットやスポーツ衣料店、レストラン、酒店、歯科が集積した「東郷ショッピングセンターいっき」があり、日向市東郷町の公共交通と商業の拠点としても機能している。

## 施設
- 駐車場
  - 普通車：26台
  - 大型車：6台
  - 身障者用：2台
- トイレ
  - 男：大 7器（2器）、小 13器（4器）
  - 女：12器（4器）
  - 身障者用：4器（2器）

※（）内は、24時間利用可能
- 公衆電話
- 公衆FAX
- 郵便ポスト（日向郵便局）
- レストラン「詩季彩」（10:30 - 16:00、夏季 11:00 - 17:00）
- 喫茶店（10:30 - 16:00、夏季 11:00 - 17:00）
- 物産館「詩季彩」
- 体験工房「東郷町ふるさと味工房」（8:30 - 17:00）

## 休館日
- 第2・3火曜日
- 12月31日 - 1月1日

## アクセス
- 国道327号（国道503号重複） - 登録路線
- 国道446号との分岐点 - 登録路線

## 周辺
- 東郷町地域自治センター
- 耳川
- 若山牧水記念文学館
- 牧水公園
- 日向市立東郷学園 本校･分校